# Fedora (film 1942)
Fedora è un film del 1942 diretto da Camillo Mastrocinque, tratto dall'omonimo dramma di Victorien Sardou.

## Trama

Amedeo Nazzari e Luisa Ferida in una scena del film

Russia, 1870: il principe Vladimiro Yariskine viene assassinato alla vigilia delle nozze con la principessa Fedora che, davanti al padre dell'ucciso, giura di vendicare il promesso sposo. Seguendo tracce incerte del colpevole, la giovane arriva a Parigi dove conosce un pittore suo connazionale, Loris, e se ne innamora. Il caso vuole che si tratti dell'assassino che sta cercando e non esita a denunciarlo alla polizia russa attraverso una lettera. La lettera arrivata in Russia provoca l'arresto del fratello di Loris, come complice del delitto. Il giovane, in prigione, annega per una inondazione del fiume in piena che invade le carceri; la madre dei due muore di crepacuore. Questo porta Fedora a sapere dallo stesso pittore che il principe aveva offeso gravemente il suo onore: era l'amante di sua moglie, li aveva sorpresi insieme e nella sparatoria Loris era rimasto ferito e Vladimiro ucciso. Fedora disperata, si toglie la vita con il veleno contenuto in una croce che le aveva regalato suo marito il giorno precedente alle nozze. Muore fra le braccia del pittore.

## Produzione
Le riprese si svolsero negli stabilimenti di Cinecittà.
Per il film fu adattata da Nuccio Fiorda la musica della derivata opera lirica di Umberto Giordano.
Sui titoli di testa, fu conferito al costumista del film, Gino Carlo Sensani al vertice della carriera, l'onore del fotogramma unico, subito prima del nome del regista. Sempre sui titoli di testa il nome dell'autore viene italianizzato in Vittoriano Sardou mentre Umberto Giordano, l'autore delle musiche, ha l'onore del titolo di Eccellenza.

## Distribuzione
Il film uscì nelle sale cinematografiche italiane il 12 settembre del 1942.